# 難解!ミステリー
「難解! ミステリー」（なんかい! みすてりー）は、アメリカ合衆国ワシントンD.C.出身の歌手、ダイアナ・ガーネットの楽曲で、メジャー2枚目のオリジナルシングル（通算3枚目シングル）。2015年11月25日に発売。発売元はソニー・ミュージックレコーズ。

## 概要
前作「Spinning World」から約9ヵ月でのリリースで、ダイアナ・ガーネット2枚目アニメタイアップシングル。
CDは、通常盤(SRCL-8943)、期間生産限定盤（アニメ盤）(SRCL-8941/2)の2種類。期間生産限定盤（アニメ盤）は収録曲、DVDの収録内容が他と異なる仕様。

### タイアップ
- タイトル曲の「難解! ミステリー」は、TVアニメ『探偵チームKZ（カッズ）事件ノート』の主題歌。[1][2][3][4]
- 2015年11月9日、発売にあたり、ミュージックビデオは「YouTube」にて特番が放送された。ミュージックビデオには、ダイアナが地図と手がかりで宝探し。

## 収録曲

### 通常盤
1. 難解! ミステリー [3:25]
  - 作詞・作曲・編曲：井上ジョー
  - NHK Eテレアニメ『探偵チームKZ（カッズ）事件ノート』のテーマ。[5]
2. 空色デイズ [4:18]
  - 作詞：meg rock、作曲・編曲：齋藤真也
3. 難解! ミステリー (Instrumental) [3:23]

### 期間生産限定盤/アニメ盤
1. 難解! ミステリー [3:25]
2. 冷BO暖BO [3:50]
  - 作詞・作曲・編曲：井上ジョー
3. 難解! ミステリー (Anime Ver.) [1:33]
4. 難解! ミステリー (Instrumental) [3:23]

### Complete Edition
1. 難解! ミステリー [3:25]
2. 冷BO暖BO [3:50]
3. 空色デイズ [4:18]
4. 難解! ミステリー (Anime Ver.) [1:33]
5. 難解! ミステリー (Instrumental) [3:23]

## 参加アーティスト
- ダイアナ・ガーネット - ボーカル
- 井上ジョー - 歌詞・作曲・編曲
- meg rock - 歌詞
- 齋藤真也 - 作曲・編曲

## 初回版DVD

### 期間生産限定盤/アニメ盤
1. 難解! ミステリー (Music Video)
  - ミュージック・ビデオの監督は田中のぞみが担当者。